# Élections législatives de 2012 dans les Hautes-Pyrénées
Les élections législatives françaises de 2012 se déroulent les 10 et 17 juin 2012. Dans le département des Hautes-Pyrénées, deux députés sont à élire dans le cadre de deux circonscriptions, soit une de moins que lors des législatures précédentes, en raison du redécoupage électoral.

## Élus
| Circonscription | Député sortant        | Parti | Parti | Groupe   | Député élu ou réélu | Parti          | Parti          | Groupe         |
| --------------- | --------------------- | ----- | ----- | -------- | ------------------- | -------------- | -------------- | -------------- |
| 1re             | Pierre Forgues        |       | PS    | SRC      | Jean Glavany        |                | PS             | SRC            |
| 2e              | Chantal Robin-Rodrigo |       | PRG   | app. SRC | Jeanine Dubié       |                | PRG            | RRDP           |
| 3e              | Jean Glavany          |       | PS    | SRC      | Siège supprimé      | Siège supprimé | Siège supprimé | Siège supprimé |

## Impact du redécoupage territorial
La disparition de la 3e circonscription entraîne l'ajout des cantons d'Aureilhan, Pouyastruc, Tarbes III et de Tarbes IV à la 1re circonscription, qui reçoit le canton de Tarbes-1 de la 2e, laquelle gagne les cantons de Bordères-sur-l'Échez, Castelnau-Rivière-Basse, Maubourguet, Rabastens-de-Bigorre, Tarbes V et de Vic-en-Bigorre.

## Résultats

### Résultats à l'échelle du département
| Parti          | Parti                             | Premier tour | Premier tour | Second tour | Second tour | Sièges |  |
| Parti          | Parti                             | Voix         | %            | Voix        | %           | Sièges |  |
| -------------- | --------------------------------- | ------------ | ------------ | ----------- | ----------- | ------ |  |
|                | Parti socialiste                  | 25 163       | 23,73        | 33 413      | 33,42       | 1      |  |
|                | Parti radical de gauche           | 22 732       | 21,44        | 32 403      | 32,41       | 1      |  |
|                | Europe Écologie Les Verts         | 3 455        | 3,26         |             |             | 0      |  |
|                | Majorité présidentielle           | 51 350       | 48,42        | 65 816      | 65,82       | 2      |  |
|                |                                   |              |              |             |             |        |  |
|                | Parti radical                     | 14 122       | 13,32        | 16 523      | 16,53       | 0      |  |
|                | Union pour un mouvement populaire | 13 720       | 12,94        | 17 648      | 17,65       | 0      |  |
|                | Divers droite dont DLR et PCD     | 667          | 0,63         |             |             | 0      |  |
|                | Droite parlementaire              | 28 509       | 26,88        | 34 171      | 34,18       | 0      |  |
|                |                                   |              |              |             |             |        |  |
|                | Front de gauche                   | 12 462       | 11,75        |             |             | 0      |  |
|                | Front national                    | 9 511        | 8,97         | 0           |             |        |  |
|                | Mouvement démocrate               | 2 425        | 2,29         | 0           |             |        |  |
|                | Extrême gauche dont LO et NPA     | 1 323        | 1,25         | 0           |             |        |  |
|                | Mouvement écologiste indépendant  | 467          | 0,44         | 0           |             |        |  |
|                |                                   |              |              |             |             |        |  |
| Inscrits       | Inscrits                          | 177 378      | 100,00       | 177 406     | 100,00      | 2      |  |
| Abstentions    | Abstentions                       | 69 193       | 39,01        | 72 852      | 41,07       |        |  |
| Votants        | Votants                           | 108 185      | 60,99        | 104 554     | 58,93       |        |  |
| Blancs et nuls | Blancs et nuls                    | 2 138        | 1,98         | 4 567       | 4,37        |        |  |
| Exprimés       | Exprimés                          | 106 047      | 98,02        | 99 987      | 95,63       |        |  |

### Résultats par circonscription

#### Première circonscription (Tarbes - Bagnères-de-Bigorre)
| Candidat       | Candidat                   | Parti          | Premier tour | Premier tour | Second tour | Second tour |  |
| Candidat       | Candidat                   | Parti          | Voix         | %            | Voix        | %           |  |
| -------------- | -------------------------- | -------------- | ------------ | ------------ | ----------- | ----------- |  |
|                | Jean Glavany sortant réélu | PS             | 25 163       | 47,73        | 33 413      | 66,91       |  |
|                | Gérard Trémège             | PRV (UMP)      | 13 864       | 26,30        | 16 523      | 33,90       |  |
|                | Claude Martin              | FG (GU) (PCF)  | 5 727        | 10,86        |             |             |  |
|                | Alexandre Goessens         | RBM (FN)       | 3 852        | 7,31         |             |             |  |
|                | Jean-Marc Luce             | EÉLV           | 2 029        | 3,85         |             |             |  |
|                | Denis Tajan                | CpF (MoDem)    | 1 116        | 2,12         |             |             |  |
|                | Irène Zambettakis          | NPA            | 382          | 0,72         |             |             |  |
|                | Robert Duffau              | MPF            | 367          | 0,70         |             |             |  |
|                | Maria Saez                 | LO             | 218          | 0,41         |             |             |  |
|                |                            |                |              |              |             |             |  |
| Inscrits       | Inscrits                   | Inscrits       | 88 400       | 100,00       | 88 431      | 100,00      |  |
| Abstentions    | Abstentions                | Abstentions    | 34 642       | 39,19        | 36 291      | 41,04       |  |
| Votants        | Votants                    | Votants        | 53 758       | 60,81        | 52 140      | 58,96       |  |
| Blancs et nuls | Blancs et nuls             | Blancs et nuls | 1 040        | 1,93         | 2 204       | 4,23        |  |
| Exprimés       | Exprimés                   | Exprimés       | 52 718       | 98,07        | 49 936      | 95,77       |  |

#### Deuxième circonscription (Argelès-Gazost - Lourdes)
| Candidat       | Candidat               | Parti          | Premier tour | Premier tour | Second tour | Second tour |  |
| Candidat       | Candidat               | Parti          | Voix         | %            | Voix        | %           |  |
| -------------- | ---------------------- | -------------- | ------------ | ------------ | ----------- | ----------- |  |
|                | Jeanine Dubié élue     | PRG (PS)       | 22 732       | 42,63        | 32 403      | 64,74       |  |
|                | Jean-Pierre Artiganave | UMP            | 13 720       | 25,73        | 17 648      | 35,26       |  |
|                | Marie-Pierre Vieu      | FG (PCF) (PG)  | 6 735        | 12,63        |             |             |  |
|                | Philippe Manusset      | RBM (SIEL)     | 5 659        | 10,61        |             |             |  |
|                | Marie-Laure Bondon     | EÉLV           | 1 426        | 2,67         |             |             |  |
|                | Jean-Pierre Auguet     | CpF (MoDem)    | 1 309        | 2,45         |             |             |  |
|                | Albert Danjau          | MÉI            | 467          | 0,88         |             |             |  |
|                | Christian Zueras       | NPA            | 421          | 0,79         |             |             |  |
|                | François Meunier       | LO             | 302          | 0,57         |             |             |  |
|                | Andrée Chenuaud        | MPF            | 300          | 0,56         |             |             |  |
|                | Marie-Claude Bosc      | PRV            | 258          | 0,48         |             |             |  |
|                |                        |                |              |              |             |             |  |
| Inscrits       | Inscrits               | Inscrits       | 88 978       | 100,00       | 88 975      | 100,00      |  |
| Abstentions    | Abstentions            | Abstentions    | 34 551       | 38,83        | 36 561      | 41,09       |  |
| Votants        | Votants                | Votants        | 54 427       | 61,17        | 52 414      | 58,91       |  |
| Blancs et nuls | Blancs et nuls         | Blancs et nuls | 1 098        | 2,02         | 2 363       | 4,51        |  |
| Exprimés       | Exprimés               | Exprimés       | 53 329       | 97,98        | 50 051      | 95,49       |  |